# Kioumars Pourhashemi
Kioumars Pourhashemi (persan : کیومرث پورهاشمی), mort le 28 novembre 2024 à Alep (Syrie), est un général iranien, membre du Corps des Gardiens de la révolution islamique.

## Biographie

### Carrière
Kioumars Pourhashemi est un officier militaire iranien de la Force Al-Qods du Corps des gardiens de la révolution islamique. Il a servi comme conseiller militaire iranien auprès de la Syrie pendant la guerre civile syrienne. 

### Mort
Le 28 novembre 2024, il est tué lors de la bataille d'Alep par des djihadistes d'Hayat Tahrir al-Cham.